# Последний клиент
«Последний клиент» (дат. Klienten) — датский психологический триллер 2022 года. Возрастной рейтинг: 18+.

## Сюжет
На прием к успешному психологу Сюзанне Хартманн приходит необычный клиент по имени Марк. Он едва собрал нужную сумму, чтобы оплатить сеанс, но хочет непременно к Сюзанне. Та с некоторой настороженностью начинает обычную консультацию, но вскоре понимает, что с Марком что-то сильно не так. Сюзанна хочет, чтобы он ушёл и рекомендует ему обратиться к психиатру. В ответ поведение Марка становится более угрожающим. Сюзанна пробует звать на помощь, но обнаруживает, что её секретарша Йоханна истекает кровью. Сюзанна понимает, что её клиент — серийный убийца, которого разыскивают за убийства беременных девушек.
Под страхом смерти Сюзанна вынуждена продолжать консультацию. Марк рассказывает ей о своем детстве: что от него отказалась родная мать и он рос в приемной семье, где подвергался физическому и сексуальному насилию. Уже в детстве он совершил первое убийство — своих приемных родителей и это сошло ему с рук. Позже он инсценировал свою смерть и начал убивать беременных девушек, чтобы спасти их детей от тягот жизни.
Сюзанна понимает, что Марк — её сын, которого она родила в шестнадцать лет и вынуждена была оставить. Марк глубоко ранен ее предательством, а также тем, что у Сюзанны есть младшая и любимая дочь, которую она воспитывает, забыв о первом ребенке. Сюзанна отвечает взаимностью на попытки Марка сблизиться с ней, но продолжает искать пути для спасения. Наконец, она бьёт припавшего к её груди Марка тяжелым предметом по голове, однако не решается добить.
Марк силой увозит Сюзанну в уединенный домик в горах, где заставляет поверить, что похитил её дочь. Она отчаянно сражается за жизнь дочери и в конце концов убивает Марка — тот падает со скалы в море и исчезает.
В полиции Сюзанне не верят. Марк много лет готовил свой план, он подстроил каждую деталь так, что именно Сюзанна выглядит серийной убийцей: все улики указывают на нее. Сюзанна предстает перед судом, где ей предстоит нести ответственность за деяния своего сына.

## В ролях
- Синье Эгхольм Олсен — Сюзанна, психолог
- Антон Николай Йейле Эберг — Марк, убийца
- Дан Зале — Бьерн, полицейский
- Сара Фанта Траоре — Йоханна, ассистентка
- Зилан Мария Будак Раш — Кирстин